# هرمان هنگی
هرمان هنگل (به انگلیسی: Hermann Hänggi) ژیمناست زادهٔ ۱۵ اکتبر ۱۸۹۴ میلادی اهل کشور سوئیس است.